# Erythridula rubrataeniensis
Erythridula rubrataeniensis är en insektsart som först beskrevs av Beamer 1930.  Erythridula rubrataeniensis ingår i släktet Erythridula och familjen dvärgstritar. Inga underarter finns listade i Catalogue of Life.